# Chiang Ching-kuo
Chiang Ching-kuo (Fenghua, 27 aprile 1910 – Taipei, 13 gennaio 1988) è stato un politico e generale cinese.
Politico e leader del Kuomintang (KMT), figlio del presidente Chiang Kai-shek, ricoprì diversi incarichi all'interno del governo della Repubblica di Cina (Taiwan) (ROC). Successe al padre nel governo di Taiwan, servendo prima come primo ministro della Repubblica di Cina dal 1972 al 1978, e poi come presidente della Repubblica di Cina dal 1978 fino alla sua morte nel 1988.
Durante il suo mandato, il governo della Repubblica di Cina, sebbene ancora di stampo autoritario, divenne molto più aperto e tollerante rispetto al dissenso politico. Alla fine della sua vita, Chiang attenuò il controllo governativo sulla stampa e sulla parola ed inserì indigeni taiwanesi in posizioni di potere, come ad esempio il suo successore Lee Teng-hui, il quale spinse ulteriormente il processo di riforme democratiche.

## Biografia

### Adolescenza

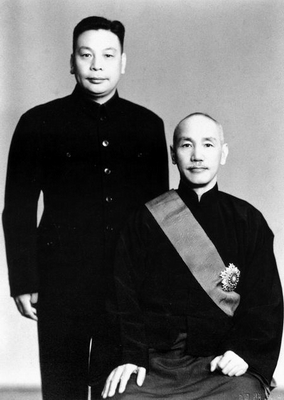
Con il padre Chiang Kai-shek

Figlio di Chiang Kai-shek e della sua prima moglie Mao Fumei, Chiang Ching-kuo (蒋经国) nacque a Fenghua, Zhejiang, da bambino ha avuto il soprannome cinese di Jiànfēng (建豐). Ha un fratello (adottato) di nome Chiang Wei-kuo. È da notare che i nomi scelti da Chiang Kai-shek per i suoi figli assumono in cinese un significato ben preciso: Ching-kuo significa infatti meridiano, mentre Wei-kuo significa parallelo: ovvero i figli di Chiang Kai-shek erano destinati (nei desideri del padre) a governare insieme il mondo.
Il piccolo Chiang Ching-kuo trascorse un'infanzia tranquilla per quanto concerne i rapporti con la madre e con la nonna, che era buddista e molto religiosa, e non priva di problemi per quanto concerne il rapporto con il padre. Difatti, Chiang Kai-shek veniva visto dal figlio come una figura autoritaria, distante ed eccessivamente occupata a causa del suo forte impegno politico. Evidentemente questo era solo la maniera di educare che Chiang Kai-shek riteneva essere opportuna. Sono rimaste famose le lettere scritte da Chiang Kai-shek a Chiang Ching-kuo dove il padre, con una certa severità, chiede al figlio di migliorare la sua calligrafia, arte molto importante, soprattutto nella Cina antica.
Nel 1916 frequenta la "grammar school" a Wushan in Hsikou e vi rimane fino al 1919. Nel 1920 viene assegnato a Chiang Ching-kuo un nuovo tutore, Ku Ch'ing-Lien, che verrà successivamente sostituito da Wang On-Sheng, il quale avrà il ruolo di insegnargli i Quattro libri della cultura cinese. Il 4 giugno 1921, morì la nonna paterna di Chiang Ching-Kuo, episodio che si rivelò quanto mai importante, dato che il padre finalmente, dovendo riempire il vuoto lasciato dalla nonna, cominciò ad interessarsi maggiormente del figlio. Lo stesso valse per suo fratello Chiang Wei-kuo. Sempre nel 1921, Chiang Ching-kuo si trasferì con il padre a Shanghai e con la matrigna, conosciuta storicamente come la madre di Shanghai. Durante questo periodo, il padre, Chiang Kai-Shek capì definitivamente che Chiang Ching-kuo era un figlio da istruire, mentre Chiang Wei-Kuo un figlio d'amare.
Nel 1925, lasciò di sua volontà la Cina per andare a studiare il comunismo a Mosca. Il padre si disse d'accordo della scelta, dal momento che egli stesso era in qualche modo sensibile alle idee socialiste che qualche anno prima avevano ispirato il padre della rivoluzione Xinhai Sun Yat-sen a lottare contro l'impero cinese per dare vita alla Repubblica di Cina. Inoltre a quell'epoca il partito di Chiang Kai-shek (il Kuomintang) ed il Partito Comunista Cinese erano alleati in seguito alla recente caduta dell'impero cinese della dinastia Qing. Tale alleanza, fra alti e bassi dovuti a pesanti ingerenze dell'URSS, continuerà fino alla vittoria dell'esercito cinese sui giapponesi della seconda guerra mondiale.
A Mosca, come era tradizione, assunse il nome russo Nikolaj Vladimirovič Elizarov (Николай Владимирович Елизаров). Fu messo sotto il tutoraggio di Karl Radek all'Università comunista di Toilers dell'est. Durante questo periodo fu notato per avere un'eccezionale conoscenza di politica internazionale. Fra i suoi compagni di corso vi erano ragazzi di influenti famiglie cinesi e molti di essi divennero in seguito importanti leader del Partito Comunista Cinese: fra questi il suo amico Deng Xiaoping. Il giovane Chiang divenne un entusiasta studente della ideologia comunista, e particolarmente quella trockista. In seguito alle grandi purghe, Iosif Stalin incontrò privatamente Chiang e gli ordinò che egli denunciasse il trockismo apertamente. Dopo la sua denuncia, Chiang cercò di diventare membro del partito comunista sovietico, ma la sua richiesta non venne accettata.
Nell'aprile del 1927 Chiang Kai-shek oppresse le minoranze di sinistra ed espulse i comunisti dal KMT. Allo stesso modo anche i loro consiglieri esterni, venuti dalla Unione Sovietica, vennero espulsi. In seguito a questo evento, Chiang Ching-kuo scrisse un editoriale dove fortemente criticava le posizioni e le azioni del padre. Il governo sovietico inviò in seguito Chiang Ching-kuo a lavorare negli Urali in un impianto di macchinari dell'industria pesante nella località di Ekaterinburg. Qui incontrò Faina Ipat'evna Vachreva (una volta in Cina assunse il nome di Chiang Fang-liang), una giovane ragazza bielorussa. La coppia decise di sposarsi nel marzo del 1935. Nel dicembre dell'anno successivo ebbero il primo figlio Hsiao-wen. Nel 1937 ebbero una figlia di nome Hsiao-chang.
Dopo 12 anni passati in Unione Sovietica, Chain Ching-kuo decise finalmente di tornare in patria. Dopo aver ricevuto l'approvazione di Iosif Stalin accompagnato dalla moglie e dai due bambini finalmente fece ritorno in Cina nell'aprile del 1937. In quest'epoca i comunisti sotto la guida di Mao Zedong ed i nazionalisti sotto la guida del padre Chiang Kai-shek firmarono un cessate il fuoco e formarono un'alleanza per combattere i giapponesi, i quali avevano nel frattempo occupato la Manciuria, nella seconda guerra sino-giapponese (1937-1945). Stalin continuò a svolgere un importante ruolo nelle relazioni fra il KMT ed i Comunisti, cercando di aiutare la giovane alleanza in una impossibile invasione del Giappone.
Tornato in Cina, Chiang e sua moglie ebbero altri due figli. Hsiao-wu e Hsiao-yung. Inoltre, al di fuori dal matrimonio, Chiang ebbe una coppia di gemelli da Chang Ya-juo nel 1941. I nomi dei due figli con questa donna sono: Chang Hsiao-tz'u e Chang Hsiao-yen.

### Shanghai
Durante la seconda guerra sino-giapponese, Chiang Ching-kuo brevemente servì l'amministrazione di Shanghai e tentò di ridurre ai minimi livelli la corruzione e l'enorme inflazione che stava distruggendo i redditi dei ceti medio-bassi. Fu determinato nel fare questo per convinzioni personali, ma anche e soprattutto per la crescente paura dei Nazionalisti del KMT per la crescente impopolarità che il partito stava subendo nel corso della Seconda guerra sino-giapponese. Fra le funzioni che Chiang coprì durante questo periodo, egli dovette arrestare un disonesto uomo d'affari che accumulò ingenti ricchezze a causa della spirale speculativa.
Per calmare la comunità d'affari cittadina, spiegò che il suo gruppo di lavoro avrebbe perseguito solo grandi approfittatori di guerra, ma che d'altra parte avrebbe lasciato stare le piccole attività economiche, che soffrivano già per conto loro i disagi della guerra. Non appena la sua azione di repressione cominciò a dare i suoi primi frutti, fu convinto dal padre a farsi da parte (anche in seguito all'intervento della famiglia della matrigna. Le relazioni fra Ching-kuo e la famiglia di Song Meiling furono praticamente interrotte in questo periodo per il resto della loro vita.

### Carriera politica a Taiwan
Chiang Ching-kuo seguì il padre e i resto delle truppe del KMT in ritirata verso Taiwan, dopo che loro persero il controllo della cosiddetta Cina continentale a vantaggio dei comunisti in seguito alla guerra civile.
L'8 dicembre 1949, la capitale fu spostata da Nanchino a Taipei
Il mattino del 10 dicembre 1949, i comunisti terminarono l'assedio militare di Chengdu, nella Cina continentale, che rappresentava l'ultima città in mano ai nazionalisti. In Chengdu, Chiang Kai-Shek e Ching-kuo diressero la difesa della Accademia Militare Centrale di Chengdu. Lo stesso giorno, padre e figlio, furono evacuati a Taiwan, non facendo più ritorno nella Cina continentale.
Nel 1950, Ching-kuo venne designato dal padre come direttore della polizia segreta di Taiwan, meglio conosciuta con il nome di "camicie blu", ruolo che occupò fino al 1965. Come direttore di questo ufficio, Chiang Ching-kuo diresse il controverso periodo della corte marziale che culminò nell'arresto del Generale Sun Li-jen nell'agosto del 1955, con la accusa di star preparando un colpo di stato contro il padre.
Il Generale Sun era un popolare eroe di guerra, e noto ai più per la campagna di Birmania contro l'esercito giapponese. La soluzione di compromesso di fronte a tal reato, fu quella degli arresti domiciliari. Arresti che perdurarono fino alla morte di Ching-kuo avvenuta nel 1988.
L'attività di direttore della polizia segreta di Taiwan è stata duramente criticata e vista come un precursore del successivo periodo di abusi dei diritti umani, chiamato anche il terrore bianco (white terror). Durante questo periodo vennero eliminate fisicamente decine di migliaia di persone insieme a tutti i loro documenti personali. In generale l'accusa contro queste persone era quella di appartenere al partito comunista. Infatti, la paura del governo dittatoriale taiwanese di quel periodo, era principalmente legata alla possibilità di un'invasione dell'isola da parte della Cina continentale, aiutata dai comunisti isolani.
Dal 1955 al 1960 Chiang amministrò la costruzione e il completamento del sistema autostradale dell'isola.
In seguito fu promosso nel 1965 a ministro della difesa su segnalazione del padre, ruolo che occupò fino al 1969.
Fra il 1969 e 1972 fu anche vice primo ministro. Nel 1970 subì un attentato durante una visita negli Stati Uniti, per mano di dissidenti taiwanesi.
Finalmente divenne fra il 1972 ed il 1978 primo ministro di Taiwan e durante gli ultimi anni di vita, il padre Chiang Kai-shek diede a Ching-kuo ulteriori poteri speciali.
L'aprile del 1975 segna la morte di Chiang Kai-shek e suo successore alla presidenza venne nominato Yen Chia-kan, mentre Chiang Ching-kuo conquistò la leadership del Kuomintang (optando per il titolo di Chairman piuttosto che quello di direttore generale usato in precedenza dal padre).

### Presidenza
Chiang fu ufficialmente eletto presidente della Repubblica di Cina dall'Assemblea nazionale dopo il mandato del presidente Yen Chia-kan il 20 maggio 1978. Nel 1984 venne riconfermato per un secondo mandato. È da notare che all'epoca l'Assemblea nazionale della Repubblica di Cina era formata principalmente da quegli anziani legislatori, che erano stati eletti nel 1947-48 prima della caduta della Cina continentale nelle mani dei comunisti di Mao Zedong.
Chiang Ching-kuo mantenne la maggior parte delle politiche autoritarie cominciate dal padre durante i primi anni del suo mandato. Taiwan infatti continuò ad essere amministrato sotto la legge marziale, legge che governò l'isola stato sin dall'inizio della sconfitta nella guerra civile cinese. La motivazione ufficiale adottata per giustificare tali disposizioni la presunta imminente invasione da parte della Repubblica Popolare Cinese. Per queste ragioni, gli Stati Uniti, mantennero una forte presenza militare sull'isola, al fine di difendere i suoi alleati della Seconda guerra mondiale e durante la guerra fredda.
Durante il suo secondo mandato, Chiang Ching-kuo diede l'input per il miracolo economico dell'isola: in successione diede inizio al primo "Quattordici progetti di rilevanza nazionale", poi ancora un altro "Dieci Progetti di importanza nazionale" ed infine diede lo slancio per i "Dodici Progetti per lo sviluppo nazionale". Fra i suoi principale successi è da citare quello di aver enormemente accelerato il processo di ammodernamento di Taiwan con risultati notevolissimi. Taiwan registrò in quegli anni una crescita media del 13%/anno, con un reddito pro-capite pari 4.600 dollari USA, e non ultimo la seconda più grande riserva mondiale di valuta estere.
Ad ogni modo, durante la sua presidenza non ci furono solo belle notizie. Gli Stati Uniti, prima alleati nella difesa contro l'espandersi del comunismo in Asia, rivedettero la loro posizione sugli aiuti a Taiwan e nel dicembre del 1978, il presidente statunitense Jimmy Carter fece lo scioccante annuncio che gli USA non avrebbero più riconosciuto il governo di Taiwan come il governo legittimo della Cina.
Ma negli anni successivi venne emanato il cosiddetto Taiwan Relations Act (TRA), dove gli Stati Uniti sostenevano che avrebbero continuato a vendere armi a Taiwan e, ad ogni modo, il TRA prometteva vagamente che gli USA avrebbero difeso Taiwan in caso di invasione. A sostegno del fatto che le promesse erano vaghe, e che gli interessi degli USA in gioco con la Cina comunista erano enormi, è da ricordare il fatto che Jimmy Carter ordinò all'ambasciatore americano a Taiwan di svegliare Chiang Ching-kuo nel pieno della notte per comunicargli la decisione.
Nel 1987, Chiang cancellò la legge marziale e permise le visite da parte dei taiwanesi ai loro parenti nella Cina continentale. La sua amministrazione vide una graduale perdita di controllo politico, soprattutto in seguito alla cancellazione delle restrizioni sulla libertà di pensiero e di associazione politica.
I partiti di opposizione, sebbene ancora illegali, furono autorizzati a formarsi. Quando il Partito Democratico Progressista fu fondato nel 1986, il presidente Chiang rifiutò di dissolvere il gruppo di perseguirne i leader. I suoi candidati corsero per le successive elezioni come indipendenti nel movimento di Tangwai.
In un continuo sforzo di coinvolgere i cittadini di origine taiwanese nel governo del paese, Chiang Ching-kuo scelse Lee Teng-hui come vicepresidente della Repubblica di Cina, che così conquistò la "prima piazza" nella successione di Chiang alla presidenza. Ad ogni modo, è ancora poco chiaro, se Chiang Ching-kuo volesse davvero lui come presidente e segretario del partito nazionalista o no.

### Morte ed eredità
Chiang morì di insufficienza cardiaca ed emorragia a Taipei nel 1988. Come il padre, fu temporaneamente tumulato nella città di Daxi (Tahsi), Taoyuan County, ma in un mausoleo separato in Touliao, un miglio più giù sulla strada dove riposava il padre. Successivamente Chiang Ching-kuo così come suo padre, aveva la speranza di essere sepolto nella sua città natale di Fenghua una volta che la Cina Continentale fosse tornata sotto l'egida della Repubblica di Cina. Nel gennaio del 2004, Chiang Fang-liang chiese che padre e figlio fossero sepolti nel Wuchih Mountain Military Cemetery a Hsichih, Taipei County. La cerimonia del funerale di stato fu pianificata per la primavera del 2005, ma fu alla fine ritardata al 2005. Tale cerimonia potrebbe essere ancora ritardata in seguito alla recente morte della nipote più vecchia di Chiang Ching-kuo, la quale prese il ruolo di capo della famiglia dal momento della morte Chiang Fang-liang nel 2004. Chiang Fang-liang e Song Meiling trovarono un accordo nel 1997, che i precedenti leader sarebbero potuti essere trasferiti sì, ma solo se in seguito sarebbero potuti tornare nella madre patria della Cina continentale, una volta avvenuta la riunificazione.
Al contrario del padre Chiang Kai-shek, Chiang Ching-kuo costruì una solida reputazione popolare e rimase una figura popolare fra gli elettori taiwanesi, in particolar modo fra quelli che sostengono la riunificazione cinese.
Il suo ricordo ed immagine sono frequentemente invocati da parte del suo partito, il Guomindang, il quale si trova in difficoltà nel condurre la campagna elettorale con il successore di Chiang come presidente del KMT, Lee Teng-hui, dal momento che ha espresso parare favorevole all'indipendenza di Taiwan. Chiang Ching-kuo si definì taiwanese.
Fra i membri del movimento di Tangwai e più tardi la coalizione Pan-Green Coalition, le opinioni verso Chiang Ching-kuo sono differenti. Mentre i sostenitori di lungo termine della liberalizzazione politica riconoscono a Chiang Ching-kuo l'aver rallentato le restrizioni autoritarie, da altri viene anche evidenziato come Taiwan fosse ancora abbastanza autoritaria all'inizio del suo governo. Ciò nonostante, come i membri della coalizione Pan-Blue, molti ancora portano grande rispetto nei suoi confronti soprattutto per la forte spinta di sviluppo interno avutasi sotto il suo governo.
Durante il mandato del presidente Chen Shui-bian, le foto di Chiang Ching-kuo e di suo padre furono gradualmente rimosse dagli edifici pubblici. Dall'altro lato invece, la AIDC, la compagnia aerea di Taiwan, ha rinominato il suo aereo AIDC F-CK Indigenous Defense Fighter il Ching Kuo in sua memoria.
Tutti i suoi figli legittimi hanno svolto i loro studi all'estero e due di loro si sono sposati negli USA. Solamente due di essi sono ancora in vita: John Chiang che è un personaggio chiave del partito del padre e del nonno, KMT e Chiang Hsiao-chang e sua figlia e nipote che risiedono negli USA.